# Carl Ludwig Fahrbach

Carl Ludwig Fahrbach

Carl Ludwig Fahrbach (* 10. Dezember 1835 in Heidelberg; † 20. Januar 1902 in Düsseldorf) war ein deutscher Landschaftsmaler.

## Leben
Fahrbach absolvierte seine Ausbildung ab 1857 an der neu gegründeten Großherzoglichen Kunstschule in Karlsruhe unter Johann Wilhelm Schirmer, der ihn im Sinne der Düsseldorfer Malerschule stark geprägt hat. Nach dessen Tod 1863 ging Fahrbach nach München, wo er sich dem Kunstverein anschloss, der sich hauptsächlich der Freilichtmalerei widmete.

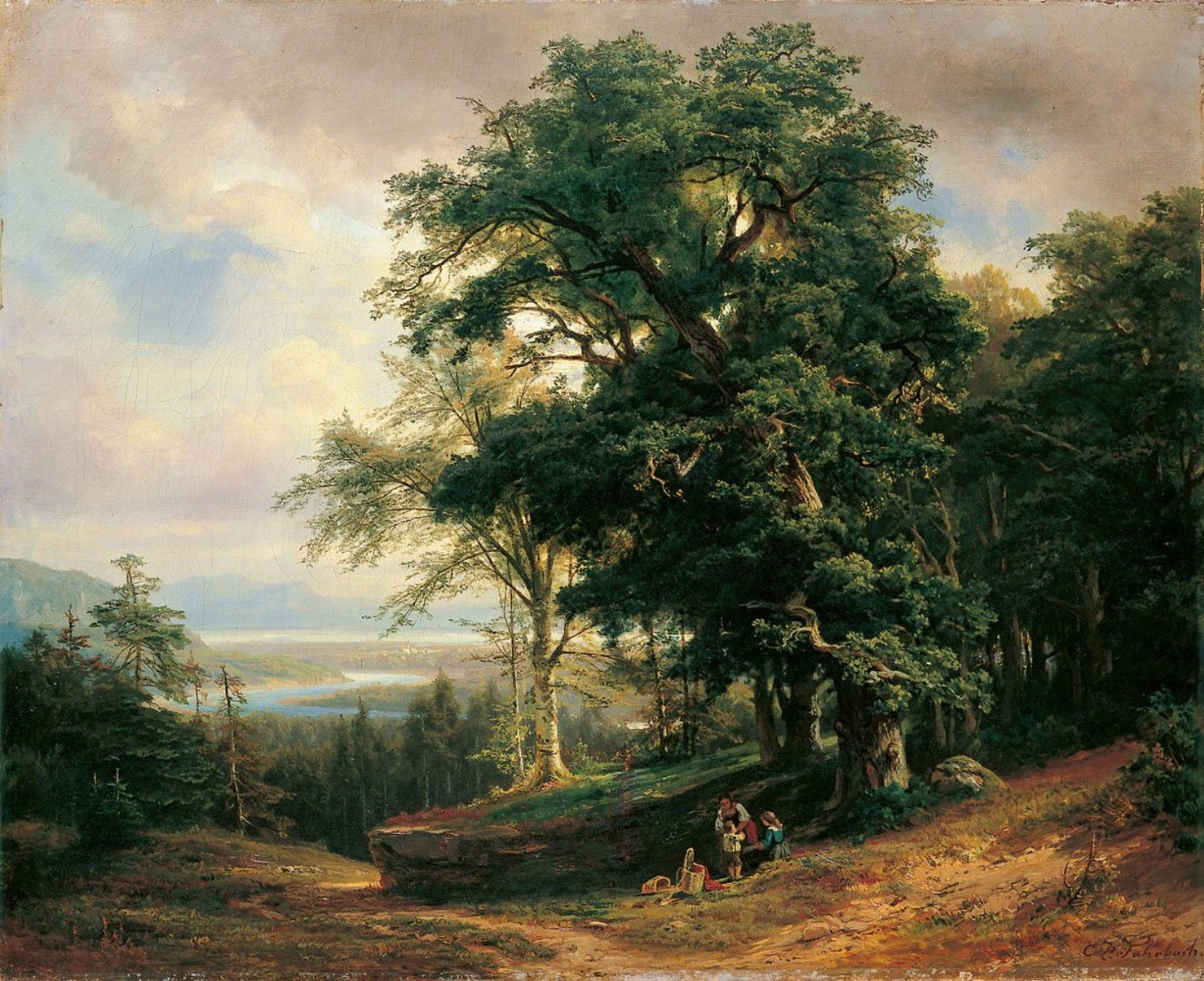
Flusslandschaft mit rastender Familie

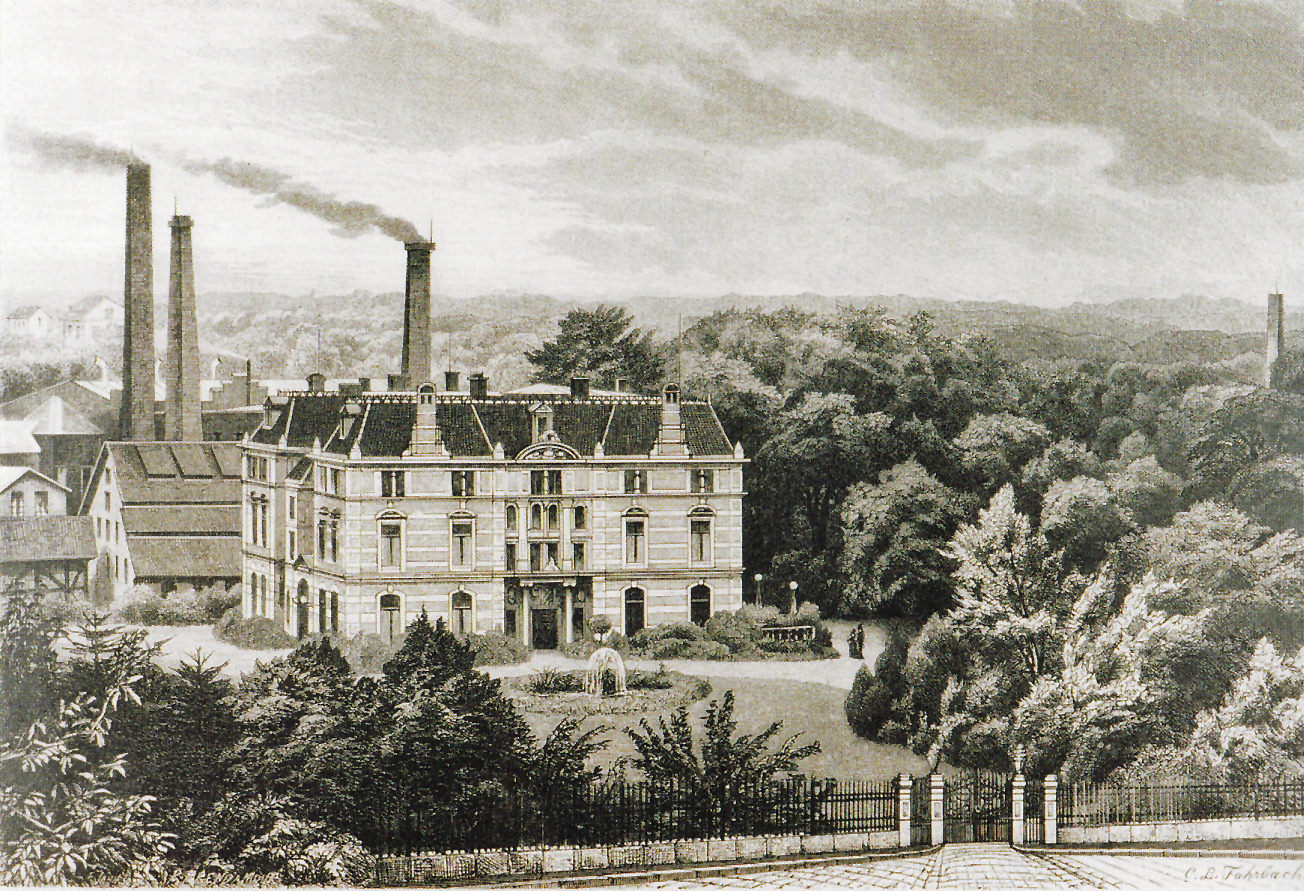
Villa Zanders, um 1880, Holzstich von Richard Brend’amour nach einer Vorlage von Fahrbach

1866 verließ Fahrbach München, um sich (1867?) in Düsseldorf niederzulassen, wo sich im Umkreis der Kunstakademie, des Kunstvereins für die Rheinlande und Westfalen und des Künstlervereins Malkasten ein anregendes künstlerisches Leben entwickelte. Seit 1873 wohnte er im selben Haus wie der Maler Carl Irmer in der Immermannstraße 26 in unmittelbarer Nachbarschaft zu den Malern Heinrich Ewers, Julius Geertz, Alfred Chavannes und Fritz Ebel.
Fahrbach wurde Mitglied der beiden genannten Kunstvereine sowie (von 1876 bis 1878) des „Düsseldorfer Radirclubs“ und arbeitete im Atelier des Künstlervereins Malkasten bis zu seinem Tode am 20. Januar 1902. Ab 1862 beschickte er die Ausstellungen in Mannheim, Heidelberg, Karlsruhe, Düsseldorf und Köln, ab 1870 regelmäßig die großen Kunstausstellungen in Berlin, Dresden, München, später auch Bremen und Wien. Freunde waren die Kollegen Fritz Ebel, Carl Irmer und Hugo Oehmichen.
Mit der Fabrikantin Maria Zanders in Bergisch Gladbach verband ihn lebenslang ein freundschaftliches Verhältnis. Fahrbach war seit 1871 mit Marie Niederheiser verheiratet. Die Ehe blieb kinderlos.

## Werk
Die Motive dieses Düsseldorfer Landschaftsmalers sind 
1. der Wald in all seinen Stimmungen und Sichtweisen, oft als große repräsentative Atelier-Gemälde mit sparsamen Staffagen (Rehe), in vielen Studien vorbereitet;
2. die Landschaft in kleinerformatigen, ansprechenden Bildern, naturalistisch bis impressionistisch und frei von jedem akademischen Zwang;
3. Architektur, oft als vedutenhafte Aquarelle.

Einige Radierungen sowie wenige Bildnisse sind von ihm bekannt. 
Durch die Verlosungen der Kunstvereine sind viele seiner Arbeiten in Privatbesitz gelangt, nur wenige befinden sich in deutschen Museen, so in Bergisch Gladbach, Düsseldorf, Freiburg, Heidelberg, Karlsruhe, Köln, Krefeld, Minden, Stuttgart und Wiesbaden. Ein  Gemälde (Watzmann, 1877, heute verschollen) befand sich im Besitz des Kaisers Wilhelm I., ein weiteres (Schloss Heidelberg) seit 1881 im Besitz der späteren schwedischen Königin Viktoria in Stockholm. Eine von Fahrbach und Carl Irmer ausgemalte Hotelhalle in Brüssel ist vermutlich vernichtet.
Von Hans Canon gibt es ein Porträt des jungen Fahrbach (1862), von Carl Wagner zwei Bilder des älteren (postum 1903 entstanden). Nach den Zerstörungen zweier Kriege konnten inzwischen rund 600 Arbeiten dokumentiert werden.

## Auszeichnungen
- 1877: Silbermedaille anlässlich der Karlsruher Kunst- und Gewerbeausstellung
- 1892: Verleihung des Ritterkreuzes I. Klasse des badischen Ordens vom Zähringer Löwen anlässlich des 40. Regierungsjubiläums des Großherzogs Friedrich I. von Baden